# Nowopokrowskaja
Nowopokrowskaja (ros. Новопокровская) – stanica w Rosji, w Kraju Krasnodarskim, ośrodek administracyjny rejonu nowopokrowskiego. W 2010 liczyła 19 684 mieszkańców.

## Urodzeni
- Andriej Aleksiejenko – rosyjski polityk.
- Gedeon (Dokukin) – biskup prawosławny.